# Chrysogonum

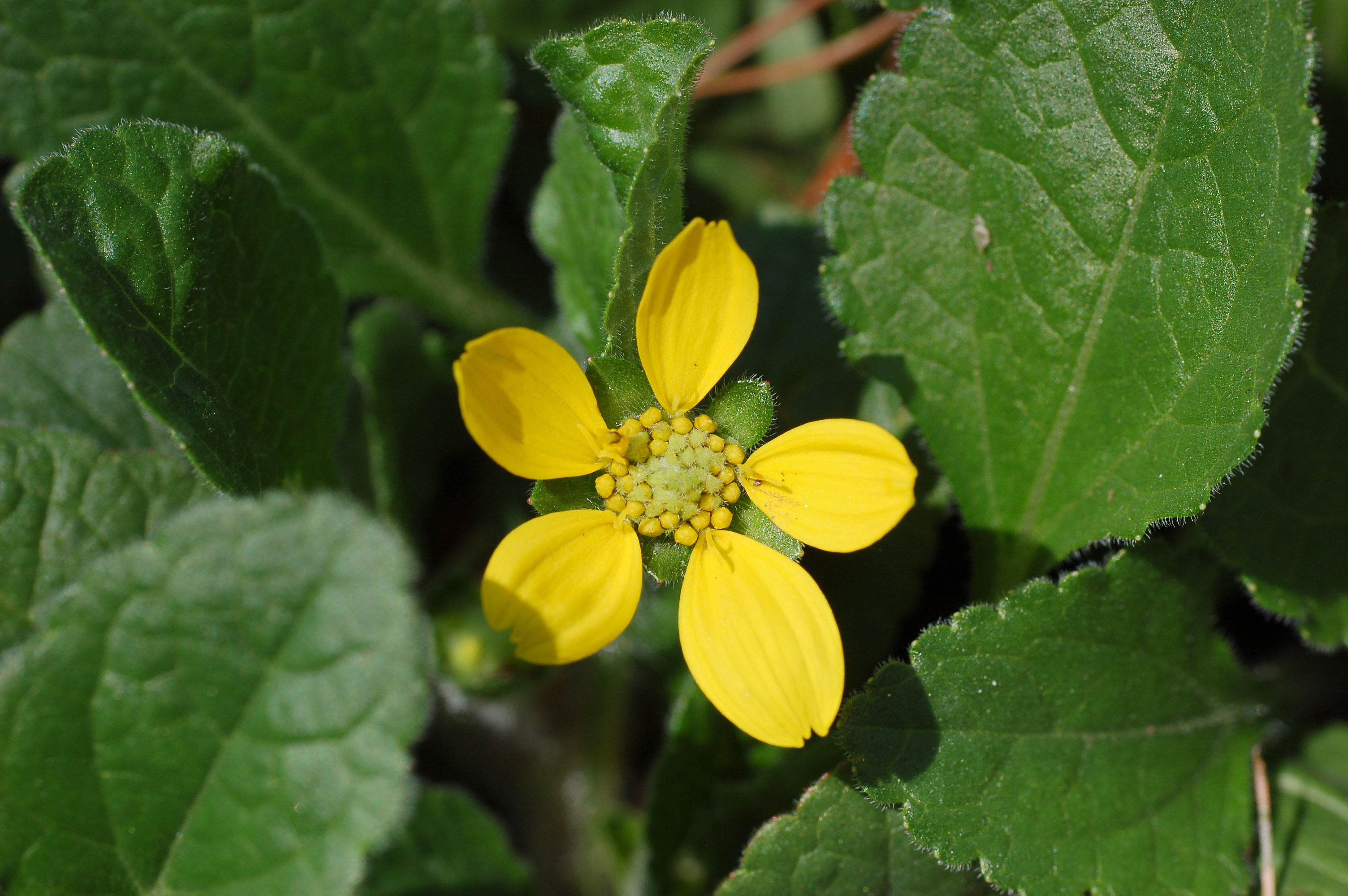

Chrysogonum là một chi thực vật có hoa trong họ Cúc (Asteraceae).

## Loài
Chi Chrysogonum gồm các loài: